# ビルティン県
ビルティン県は、チャドの14の県のうちの1つである。チャドの東部に位置し、面積は46,850km2、人口は184,807人（1993年）。県都はビルティン。県内の一部で話されているアムダン語で「ビルティン」と呼ばれる。